# Peter Perchtold
Peter André Perchtold, né le 2 septembre 1984 à Nuremberg, est un ancien footballeur allemand.